# Kapelle Ummeln

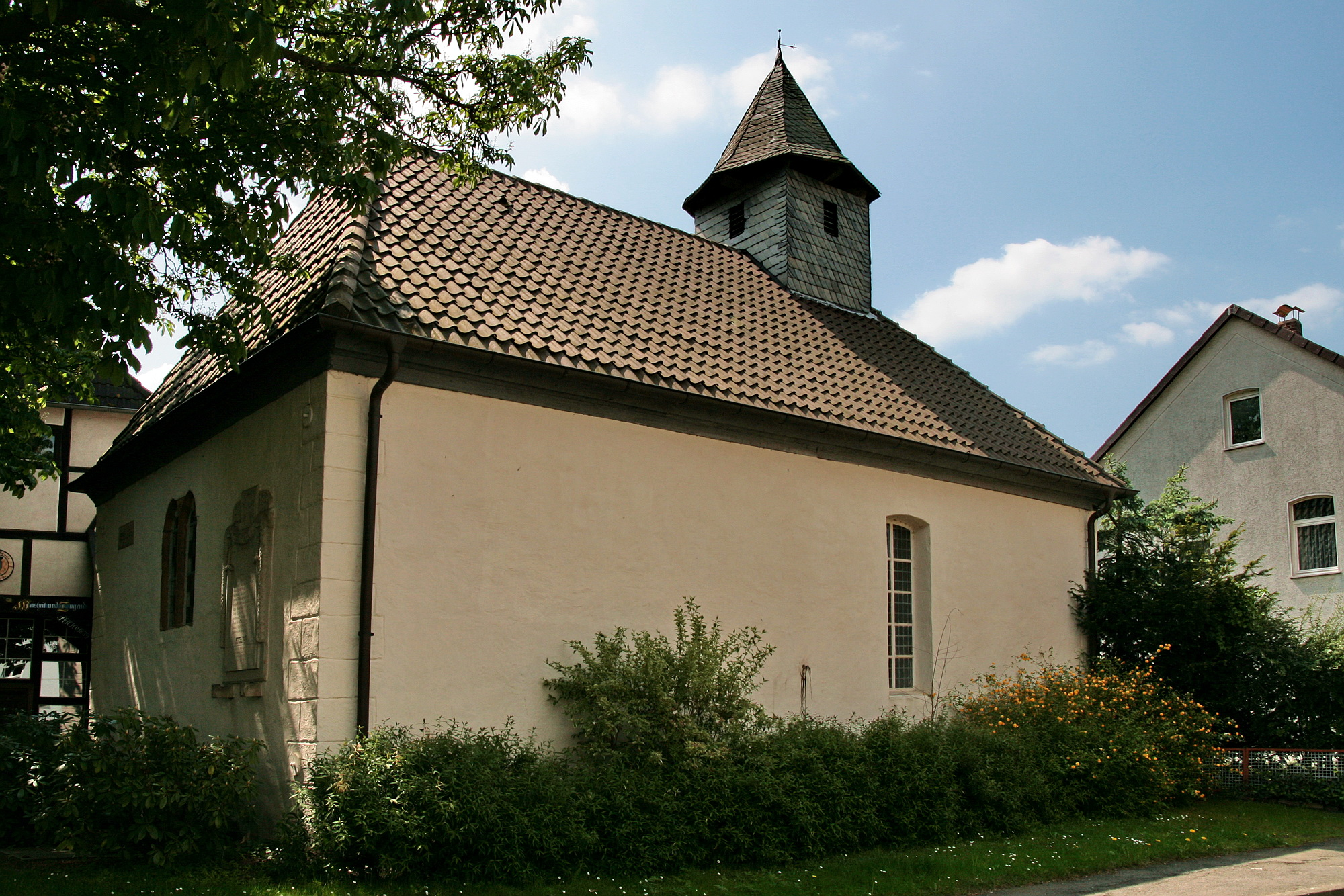
Kapelle Ummeln

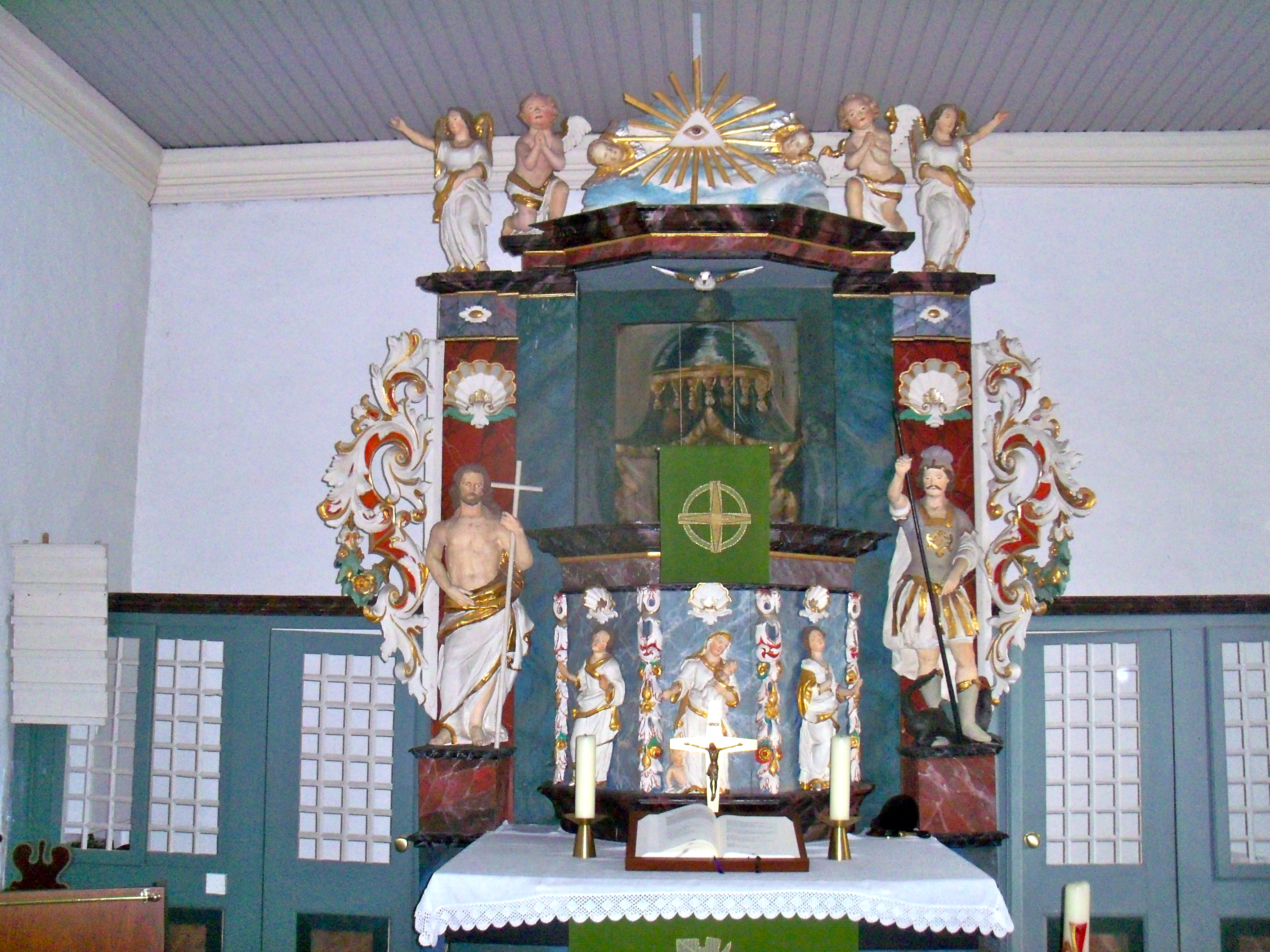
Kanzelaltar

Die evangelisch-lutherische denkmalgeschützte Kapelle Ummeln steht in Ummeln, einem Ortsteil von Algermissen im Landkreis Hildesheim in Niedersachsen. Die Kapelle gehört zur Kirchengemeinde Zwölf-Apostel im Kirchenkreis Hildesheim-Sarstedt im Sprengel Hildesheim-Göttingen der Evangelisch-lutherischen Landeskirche Hannovers.

## Beschreibung
Die gotische Kapelle aus verputzten Bruchsteinen ist mit Ecksteinen versehen. Sie ist mit einem Walmdach bedeckt, aus dem sich im Westen ein achtseitiger schiefergedeckter Dachreiter erhebt, in dem eine Kirchenglocke hängt.
In der Ostwand befinden sich ein spitzbogiges Biforium und ein eingemauertes Epitaph, in der Nordwand ist ein flachbogiges Fenster, die Südwand hat zwei flachbogige Fenster und ein spitzbogiges Portal. Der Innenraum ist mit einer hölzernen Flachdecke mit Vouten an den Längsseiten überspannt. Eine Empore befindet sich nur im Westen. 
Zur Kirchenausstattung gehört ein Kanzelaltar von 1735 aus der Werkstatt von Ernst Dietrich Bartels. Die gotische Mensa aus Sandstein steht auf gemauertem Stipes. Die dreiseitige Kanzel steht direkt auf der Mensa. Sie wird flankiert von einer Christus- und Georgsfigur. Der Schalldeckel ist bekrönt mit dem Gottesauge. Zur musikalischen Begleitung dient eine elektronische Orgel.